# Tremotoichus fulraensis
Tremotoichus fulraensis är en mossdjursart som beskrevs av Ratna Guha och Gopikrishna 2007. Tremotoichus fulraensis ingår i släktet Tremotoichus och familjen Porinidae. Inga underarter finns listade i Catalogue of Life.